# Wouter Beke
Wouter Beke (ur. 9 sierpnia 1974 w Lommel) – belgijski i flamandzki polityk i nauczyciel akademicki, przewodniczący flamandzkich chadeków, w 2019 minister w rządzie federalnym, deputowany do Parlamentu Europejskiego X kadencji.

## Życiorys
Studiował prawo społeczne na Vrije Universiteit Brussel oraz nauki polityczne na Katholieke Universiteit w Leuven. Na tej samej uczelni uzyskał stopień doktora nauk społecznych. W latach 1996–2003 był pracownikiem naukowym, od 2001 związany z samorządem Leopoldsburga, w 2013 objął urząd burmistrza tej miejscowości (pełnił tę funkcję do 2019).
W 2003 został wiceprzewodniczącym partii Chrześcijańscy Demokraci i Flamandowie. Od 2004 do 2014 reprezentował to ugrupowanie w Senacie (w 2007 rozpoczął drugą kadencję, w 2010 utrzymał mandat). W 2014 wybrany do Izby Reprezentantów, z powodzeniem ubiegał się o reelekcję w 2019.
Postrzegany jako główny ideolog swojej partii. W 2007 opublikował książkę De mythe van het vrije ik. Pleidooi voor een menselijke vrijheid, która stała się programową odpowiedzią na manifest polityczny liberałów autorstwa Guya Verhofstadta.
W marcu 2008 Wouter Beke został pełniącym obowiązki przewodniczącego flamandzkich chadeków w związku z rezygnacją Etienne Schouppe, która objęła stanowisko rządowe. Funkcję tę pełnił do maja tego samego roku, gdy nową przewodniczącą została Marianne Thyssen. W czerwcu 2010 ponownie został p.o. przewodniczącego CD&V, w grudniu tego samego roku wybrany na lidera partii.
W czerwcu 2019 Kris Peeters ustąpił z funkcji rządowych ze skutkiem na 1 lipca w związku z wyborem do Europarlamentu. Wouter Beke otrzymał wówczas nominację na stanowisko ministra pracy, gospodarki i ochrony konsumentów, przeciwdziałania ubóstwu, osób niepełnosprawnych, równych szans. Zakończył urzędowanie w październiku 2019. Przeszedł w tymże miesiącu do nowo powołanego rządu Flandrii, w którym został ministrem zabezpieczenia społecznego. Odszedł wówczas również z funkcji przewodniczącego partii.
Ze stanowiska w rządzie regionalnym ustąpił w maju 2022. Powrócił do wykonywania obowiązków burmistrza Leopoldsburga. W 2024 uzyskał mandat posła do Europarlamentu X kadencji.